# Epidendrum curvisepalum
Epidendrum curvisepalum là một loài thực vật có hoa trong họ Lan. Loài này được Hágsater & Dressler mô tả khoa học đầu tiên năm 1993.